# Oxid de magneziu
Oxidul de magneziu este un compus binar al magneziului cu valență II cu oxigenul. 

## Obținere
Se poate obține foarte simplu, în laborator, prin arderea magneziului în flacără. Reacția ce are loc este foarte luminoasă, în timpul oxidării magneziului putându-se observa apariția unei flăcări orbitoare.
Dacă oxidul de magneziu obținut este lăsat într-un recipient cu apă în care s-a lăsat soluție de fenolftaleină, se poate observa colorarea în roșu carmin datorată formării de hidroxid de magneziu:
MgO + H2O = Mg(OH)2